# Xixinzhuang
Xixinzhuang (kinesiska: 西辛庄, 西辛庄镇) är en köping i Kina. Den ligger i provinsen Shanxi, i den norra delen av landet, omkring 130 kilometer sydväst om provinshuvudstaden Taiyuan. Antalet invånare är 16 839. Befolkningen består av 8 297 kvinnor och 8 542 män. Barn under 15 år utgör 18,0 %, vuxna 15-64 år 73 %, och äldre över 65 år 7,0 %.
Genomsnittlig årsnederbörd är 726 millimeter. Den regnigaste månaden är juli, med i genomsnitt 233 mm nederbörd, och den torraste är december, med 3 mm nederbörd.